# Natalja Glebovová
Natalja Grigorjevna Glebovová (rusky Наталья Григорьевна Глебова; * 30. dubna 1963 Kemerovo, Kemerovská oblast, Ruská SFSR), rodným jménem Šiveová (rusky Шиве), je bývalá sovětská rychlobruslařka.
Prvních mezinárodních závodů se zúčastnila v roce 1980, v roce 1981 startovala na Mistrovství světa juniorů, kde obsadila šesté místo. Na Mistrovství Evropy 1982 získala bronzovou medaili, toho roku se na světovém šampionátu ve víceboji umístila na osmém místě a na Mistrovství světa ve sprintu byla diskvalifikovaná. V další sezóně bylo jejím nejlepším umístěním čtvrté místo na sprinterském světovém šampionátu. Startovala na Zimních olympijských hrách 1984, kde na trati 500 m vybojovala bronzovou medaili. Stejný kov získala téhož roku i na Mistrovství světa ve sprintu. Sezónu 1984/1985 vynechala, na podzim 1986 poprvé nastoupila do závodů Světového poháru. Zúčastnila se i zimní olympiády 1988, kde byla nejlépe devátá v závodě na 500 m. Po sezóně 1987/1988 ukončila sportovní kariéru.